# SingStar
SingStar ist ein Karaoke-Spiel von Sony Computer Entertainment für die PlayStation 2, die PlayStation 3 und die PlayStation 4. Mit Hilfe der dazugehörigen Mikrofone ist es die Aufgabe der Spieler, bekannte Rock- oder Popsongs so nachzusingen, dass die am Bildschirm vorgegebene Tonlage und -länge, am Bildschirm durch farbige Balken dargestellt, getroffen werden. Die Funktionsweise geht auf die Tonhöhenerkennung mittels eines FFT-Algorithmus zurück. Es ist seit einem Firmware-Update möglich, die PS3-SingStar-Spiele mit Hilfe einer Sprachsteuerung zu bedienen. SingStar unterstützt, benötigt aber nicht zwingend, die EyeToy-USB-Kamera für die PS2 und die Eye-Kamera für die PS3. Ebenfalls seit 2009 können die PS2-Spiele auf der PlayStation 3 gespielt werden.
Mit SingStar Deutsch Rock-Pop erschien erstmals eine SingStar-Version, die nur einsprachig ist. Da die Version komplett deutschsprachig ist, ist sie auch nur in den deutschsprachigen Ländern Deutschland, Österreich und Schweiz in den Handel gekommen. Das Gleiche gilt für die DVD SingStar Die Toten Hosen, SingStar Deutsch Rock-Pop Vol. 2., SingStar Après-Ski Party, SingStar Turkish Party, SingStar Schlager und SingStar Mallorca Party. In Norwegen und Schweden erschien SingStar The Dome unter dem Namen SingStar Norske Hits (Norwegen) bzw. SingStar Svenska Hits (Schweden). Diese Versionen sind ähnlich wie SingStar Deutsch Rock-Pop, aber beinhalten neben norwegischen bzw. schwedischen Künstlern, welche englisch und norwegisch bzw. schwedisch singen, auch Lieder internationaler Sänger wie Avril Lavigne oder Robbie Williams.
Der Programmierer Corvus5 entwickelte im Rahmen eines Fanprojekts ein SingStar-ähnliches Spiel für den PC. Es erschien unter dem Titel UltraStar erstmals im Juni 2005. Im Gegensatz zu SingStar lässt sich UltraStar beliebig um neue Lieder erweitern.
Am 31. Oktober 2019 wurde auf der SingStar-Website angekündigt, dass ab Januar 2020 alle SingStar- und SingStore-Server heruntergefahren werden. Alle Offline-Inhalte sind nach dem Herunterfahren weiterhin verfügbar.

## Die SingStar-Mikrofone

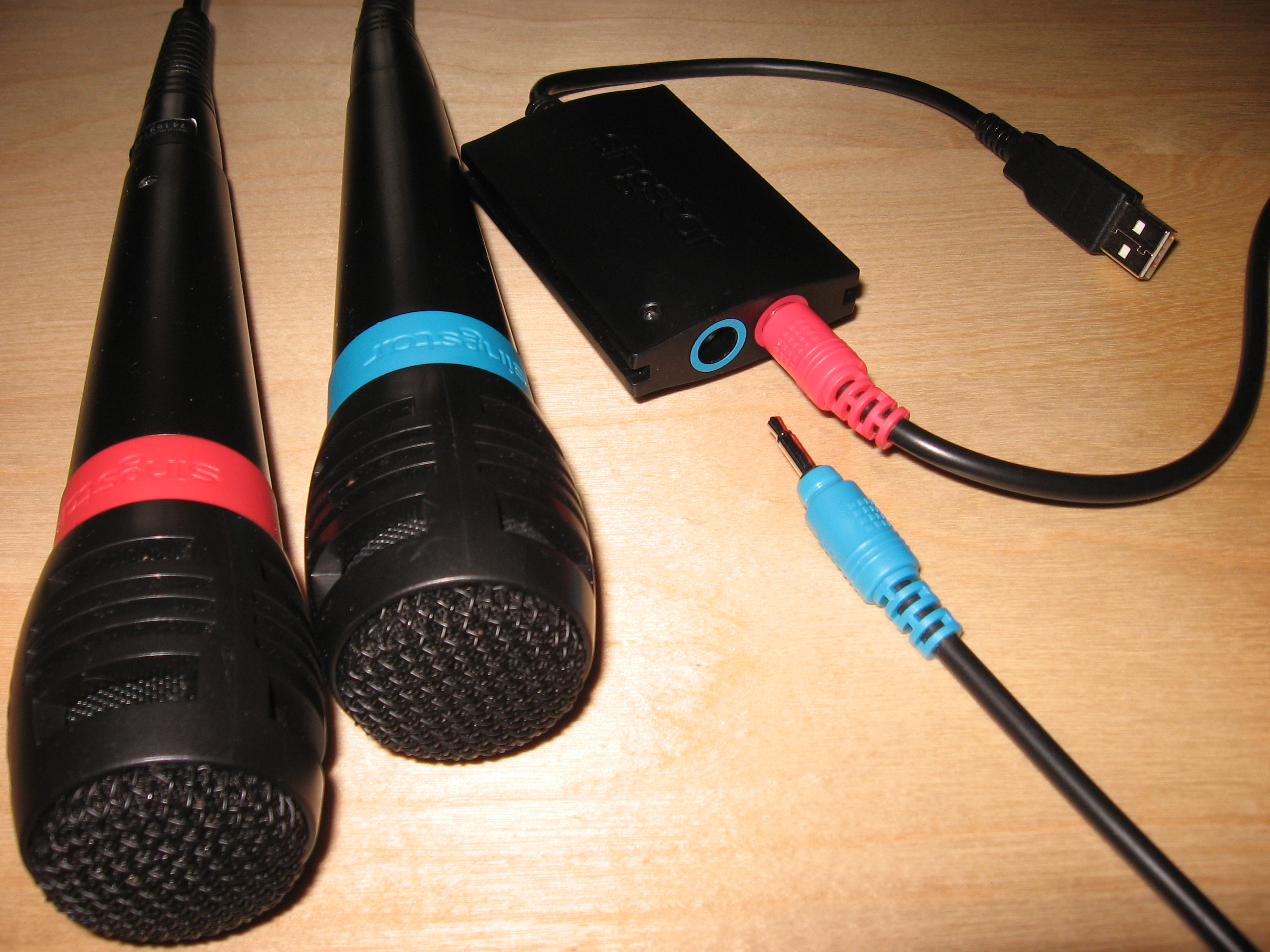
Kabelgebundene SingStar-Mikrofone mit USB-Konverter

Kabellose SingStar-Mikrofone mit USB-Konverter

Bei den SingStar-Mikrofonen handelt es sich um Mono-Mikrofone, die an einem mitgelieferten USB-Konverter angeschlossen werden, welcher wiederum mit dem USB-Anschluss der Playstation verbunden wird. Es ist ohne weiteres möglich, die Mikrofone an einem normalen 3,5-mm-Klinkenanschluss zu betreiben. Der USB-Konverter wird, an einem PC angeschlossen, unter Windows XP als Mikrofon erkannt und automatisch installiert, wobei die beiden Klinkenanschlüsse zusammen als ein Stereo-Kanal arbeiten. Mit den beiden angeschlossenen SingStar-Mikrofonen sind so Stereo-Aufnahmen am Computer möglich. Seit April 2009 sind die von Sony schon lange angekündigten Original-SingStar-Wireless-Mikrofone erhältlich, welche sowohl mit der PlayStation 3 als auch mit der PlayStation 2 kompatibel sind. Um sie zu verwenden, muss ein mitgelieferter USB-Converter an die Konsole angeschlossen und die Mikrofone per Knopfdruck eingeschaltet werden. Zwischen dem Konverter und den Mikrofonen ist kein Kabel mehr vorhanden, sodass es möglich ist, sich frei zu bewegen. Die Mikrofone haben eine Reichweite von ca. 10 Metern.

## SingStar-Spiele

### PlayStation-2-Spiele
- 2004: SingStar
- 2004: Party
- 2005: The Dome
- 2005: ’80s
- 2005: 80s (Special-UK-Edition)
- 2006: Rocks!
- 2006: Deutsch Rock-Pop
- 2006: Anthems2
- 2006: Legends
- 2007: Boogie
- 2007: Pop Hits
- 2007: Pop
- 2007: 90s2
- 2007: Die Toten Hosen
- 2007: Deutsch Rock-Pop Vol. 2
- 2007: R&B2
- 2007: Rock Ballads2
- 2007: Après-Ski Party
- 2008: Summer Party
- 2008: Amped
- 2008: Hottest Hits
- 2008: Turkish Party3
- 2008: Bollywood
- 2008: Boybands vs. Girlbands
- 2008: ABBA
- 2008: Best Of Disney4
- 2008: Singalong With Disney4
- 2008: Schlager
- 2009: Queen
- 2009: SingStar Multipack5
- 2009: SingStar Superpack5
- 2009: SingStar Demo6
- 2009: Mallorca Party
- 2009: Motown
- 2009: Made in Germany
- 2009: Take That
- 2009: Chartbreaker
- 2010: Die größten Solokünstler
- 2010: Fußballhits
- 2010: Après-Ski Party 2

Anmerkungen zu den PS2-Spielen:
- 1  Die Special-UK-Edition enthält 14 Tracks, die auf der deutschen Version nicht vertreten sind. Die Menüführung ist auf Englisch.
- 2  In Deutschland ist von SingStar Anthems, SingStar 90s, und SingStar Rock Ballads nur die UK-Version erschienen. Die Menüführung ist Englisch und auch die Titelliste ist die der englischen Version. Bei SingStar R&B ist nur die Titelliste gleich, die Menüführung ist Deutsch und somit keine UK-Version.
- 3  Die Version SingStar Turkish Party ist inklusive Menüführung auf Türkisch.
- 4  Auf SingStar Singalong With Disney befinden sich die gleichen Lieder wie auf SingStar Best Of Disney, allerdings auf Englisch.
- 5  Das "Multipack" enthält Aprés-Ski Party, Pop Hits, Hottest Hits, Summer Party, Deutsch Rock-Pop Vol. 2 und das "Superpack" Queen, Turkish Party, ABBA, Pop Hits und Schlager.
- 6  Auf der Demo-Disc sind 5 Tracks (1. Münchener Freiheit - Ohne Dich, 2. Wir sind Helden - Denkmal, 3. Bonnie Tyler - Total Eclipse Of The Heart, 4. P!nk - Just Like A Pill, 5. Elton John & Kiki Dee - Don´t Go Breaking My Heart) enthalten. Die Demo-Disc ist Beilage eines PS2-Bundles, in dem die schwarze PS2-Slim und die SingStar-Mikrofone enthalten sind.

### PlayStation-3-Spiele
- 2007: SingStar
- 2007: Boogie
- 2008: SingStar Vol. 2
- 2008: SingStar Vol. 3
- 2008: ABBA1
- 2009: Queen1
- 2009: Pop Edition
- 2009: Mallorca Party
- 2009: Motown1
- 2009: Made in Germany
- 2009: SingStar Starter Pack2
- 2009: SingStar Special Edition3
- 2009: Take That
- 2009: Chartbreaker
- 2010: Fußballhits
- 2010: Guitar
- 2010: Après-Ski Party 2
- 2010: Dance
- 2011: Back to the 80's
- 2014: Ultimate Party
- 2014: Die Eiskönigin - Völlig unverfroren

Anmerkungen zu den PS3-Spielen:
- Jedes PS3-Spiel beinhaltet auch Zugang zum SingStore, welcher 14-täglich aktualisiert und um ca. 30 neue Lieder erweitert wird. Dort können einzelne Titel, als auch SongPacks auf die PS3 heruntergeladen werden und dann automatisch in die Songauswahl integriert.
- 1  Auf SingStar ABBA [für PS3], SingStar Queen [für PS3] und SingStar Motown [für PS3] sind jeweils fünf Titel enthalten, die auf den entsprechenden PS2-Versionen nicht zu finden sind.
- 2  Auf dem Starter Pack sind eine Disc mit 5 Tracks (1. James Morrison feat. Nelly Furtado - Broken Strings, 2. Lady Gaga - Pokerface, 3. Mando Diao - Dance With Somebody, 4. Pet Shop Boys - Go West, 5. Razorlight - Wire To Wire) und ein Gutschein mit Aktionscode für das SongPack Partykracher zum Herunterladen enthalten. Außerdem sind im Starter Pack die SingStar-Wireless-Mikrofone enthalten.
- 3  Die Special Edition besteht aus den SingStar-Wireless-Mikrofonen und den zwei Spielen SingStar Pop Edition und SingStar Made in Germany.

### PlayStation-4-Spiele
- 2014: Singstar Ultimate Party
- 2014: SingStar Die Eiskönigin - Völlig unverfroren
- 2017: SingStar Celebration